# 大頭犀孔鯛
大頭犀孔鲷，为輻鰭魚綱奇鯛目大鱗鲷科的其中一種。分布於北大西洋及南太平洋海域，屬深海魚類，棲息深度400-1000公尺，體長可達10公分。

## 扩展阅读
維基物種上的相關：大頭犀孔鲷